# 兒子
兒子，是家庭中的成員，由父母所生、所收养的子女中的男孩子，當然兒子也可能是繼子，即是配偶與前妻、前夫或其他人所生的兒子。
不少父權社會中只有兒子才有繼承權，女兒出嫁後則被視為另一家庭的成員。在東亞傳統一夫一妻多妾家庭中，正妻所生之兒子為嫡子，妾所生的兒子為庶子。没有妾室身份的婢妾和情妇所生的兒子，亦归入庶子:30，或称孽子。东亚傳統上嫡長子享有最優先的繼承權。

## 名称
方言口语中，又称小子。《抖抖眉毛立大志》：“早先，穷人家的小子落生时，爹妈怕养不大，给取了个女名。”